# Piąta władza (społeczność internautów)

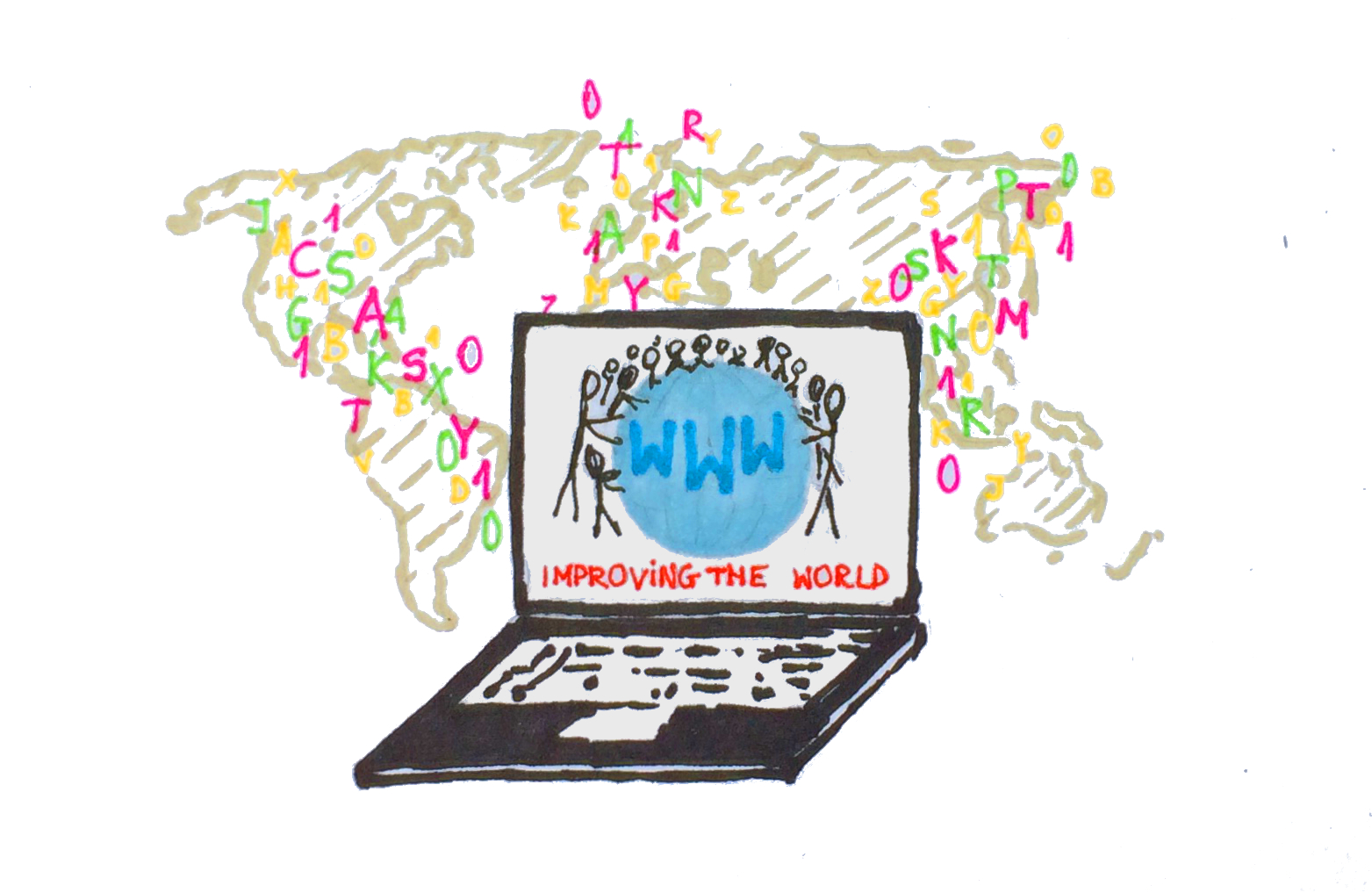
Internauci dzielący się zasobami z całym światem.

Piąta władza – społeczność internautów, która dzięki ułatwionemu w dobie internetu dostępowi do wiedzy i możliwości opiniowania, ma realny wpływ na postrzeganie rzeczywistości, funkcjonowanie społeczeństwa i działania prowadzone przez rząd.
Powstanie tego określenia ma ścisły związek z pojawieniem się dziennikarstwa obywatelskiego i rozwojem blogosfery. Wzrost zaangażowania obywateli w komunikowanie i informowanie, doprowadził do przełamania monopolu mediów tradycyjnych. Zmiana modelu dziennikarstwa na bardziej interaktywny, ożywiła debatę publiczną i poszerzyła obszar wolności słowa.

## Wpływ na czwartą władzę
Szerokie zasoby internetowe pozwalają na weryfikowanie napływających informacji. Umożliwiają sprawdzanie ich wiarygodności,  poprzez poszukiwanie wiedzy u różnych źródeł. Internauci stają się przez to niejako opozycją do czwartej władzy, zaczynają ją kontrolować. 
W przestrzeni internetowej działa wielu twórców. Publikowane materiały są bardzo różnorodne. Prezentują oryginalne pomysły ich autorów, którzy często w swoich pracach odchodzą od tradycyjnych form przekazu. Publikacje stają się bardziej atrakcyjne dla odbiorcy, tworzą więc konkurencję np. dla programów telewizyjnych. Motywują tym media tradycyjne do zmian-ewolucji.

## Internauci kontra polityka rządów
„Piąta władza to nowa forma kontrolowania rządzących, która stała się możliwa dzięki internetowi. To on pozwala poszczególnym osobom dotrzeć do informacji i połączyć siły.”  Profesor  William H. Dutton z Uniwersytetu Oksfordzkiego tak opisuje sposób oddziaływania piątej władzy na instytucje państwowe. Według zasad demokracji  społeczeństwo ma wpływ na działania polityków. Internet pomaga realizować projekty obywatelskie, ułatwia zrzeszanie się i daje możliwość uzyskania większego rozgłosu.
Piąta władza dąży do zrealizowania idei przejrzystego, otwartego rządu, tak aby obywatele mieli dostęp do budżetów i wewnętrznych dokumentów. Takie działania mają zwiększyć kontrolę nad prawidłową pracą urzędników, a także pomóc w usprawnieniu działającego systemu, poprzez wprowadzanie poprawek proponowanych przez obywateli.

## Piąta władza na rynku usług
Obecnie znaczna część przychodów firm płynie z działalności internetowej, przedsiębiorstwa muszą dbać o dobre imię, utrzymując wysoki poziom jakości usług, aby przez negatywne opinie nie utracić potencjalnych klientów. Ludzie poprzez Internet dzielą się swoimi doświadczeniami pisząc recenzje, które są bardzo ważne i mogą zaważyć na tym czy dana firma przetrwa na rynku.